# Curtara dedeca
Curtara dedeca är en insektsart som beskrevs av Delong och Freytag 1976. Curtara dedeca ingår i släktet Curtara och familjen dvärgstritar. Inga underarter finns listade i Catalogue of Life.